# Saint-Jean-de-Valériscle
Saint-Jean-de-Valériscle är en kommun i departementet Gard i regionen Occitanien i södra Frankrike. Kommunen ligger i kantonen Saint-Ambroix som tillhör arrondissementet Alès. År 2022 hade Saint-Jean-de-Valériscle 593 invånare.

## Befolkningsutveckling
Antalet invånare i kommunen Saint-Jean-de-Valériscle
Referens:INSEE